# Castañares de Rioja
Castañares de Rioja település Spanyolországban, La Rioja autonóm közösségben. Castañares de Rioja Baños de Rioja, Tirgo, Zarratón, Cidamón, Bañares és San Torcuato községekkel határos. Lakosainak száma 404 fő (2024).

## Népesség
A település népessége az elmúlt években az alábbi módon változott:
| Lakosok száma | 460  | 418  | 392  | 392  | 474  | 464  | 430  | 415  | 395  | 404  |
|               | 2001 | 2004 | 2007 | 2009 | 2012 | 2014 | 2017 | 2019 | 2022 | 2024 |